# Hana to hebi 3
Pour plus de détails, voir Fiche technique et Distribution.
Hana to hebi 3 est un film japonais réalisé par Yusuke Narita et sorti en 2010.

## Fiche technique
- Titre : Hana to hebi 3
- Titre anglophone : Flower & Snake 3 / Flower and Snake 3
- Réalisation : Yusuke Narita
- Scénario : Masayoshi Azuma d'après le roman Hana to hebi d'Oniroku Dan (en)
- Producteur :
- Monteur :
- Musique :
- Société de production : Toei Video Company
- Société de distribution :
- Pays d'origine :  Japon
- Langue d'origine : Japonais
- Format : Couleurs
- Genre : Drame, érotique
- Durée : 107 minutes (1 h 47)
- Date de sortie :  Japon : 28 août 2010

## Distribution
- Minako Komukai : Shizuko Toyama
- Yasukaze Motomiya (en) : Takayoshi Toyama
- Shōhei Hino : Genichi Onimura (Izawa)
- Mari Komatsuzaki : Kyoko Nojima
- Kei Mizutani : Tamae Orihara
- Kotono
- Ayumu Saitô
- Shunsaku Kudô